# Tóth Valéria (szobrász)
Tóth Valéria (Pestszenterzsébet, 1943. június 26. – 2022. november 4.) Munkácsy-díjas szobrászművész.

## Életpálya
Diplomáját 1970-ben szerzi a Magyar Képzőművészeti Főiskolán. A főiskolán Kalmár Márton és Fritz Mihály évfolyamtársa. Mestere: Pátzay Pál. Pályakezdésének első esztendei a Hódmezővásárhelyi művésztelephez kötődnek. 1980-tól Szegedi működését néhány kedvelt köztéri szobra képviseli. 1992-től Budapesten élt és dolgozott.
Jelentősebb munkái közé tartozik a Dóm téri kútkompozíció, Az ifjúság kútja a Palánkban, illetve a Nővérek szoborkettőse a Tisza-parton.

## Kiállítások

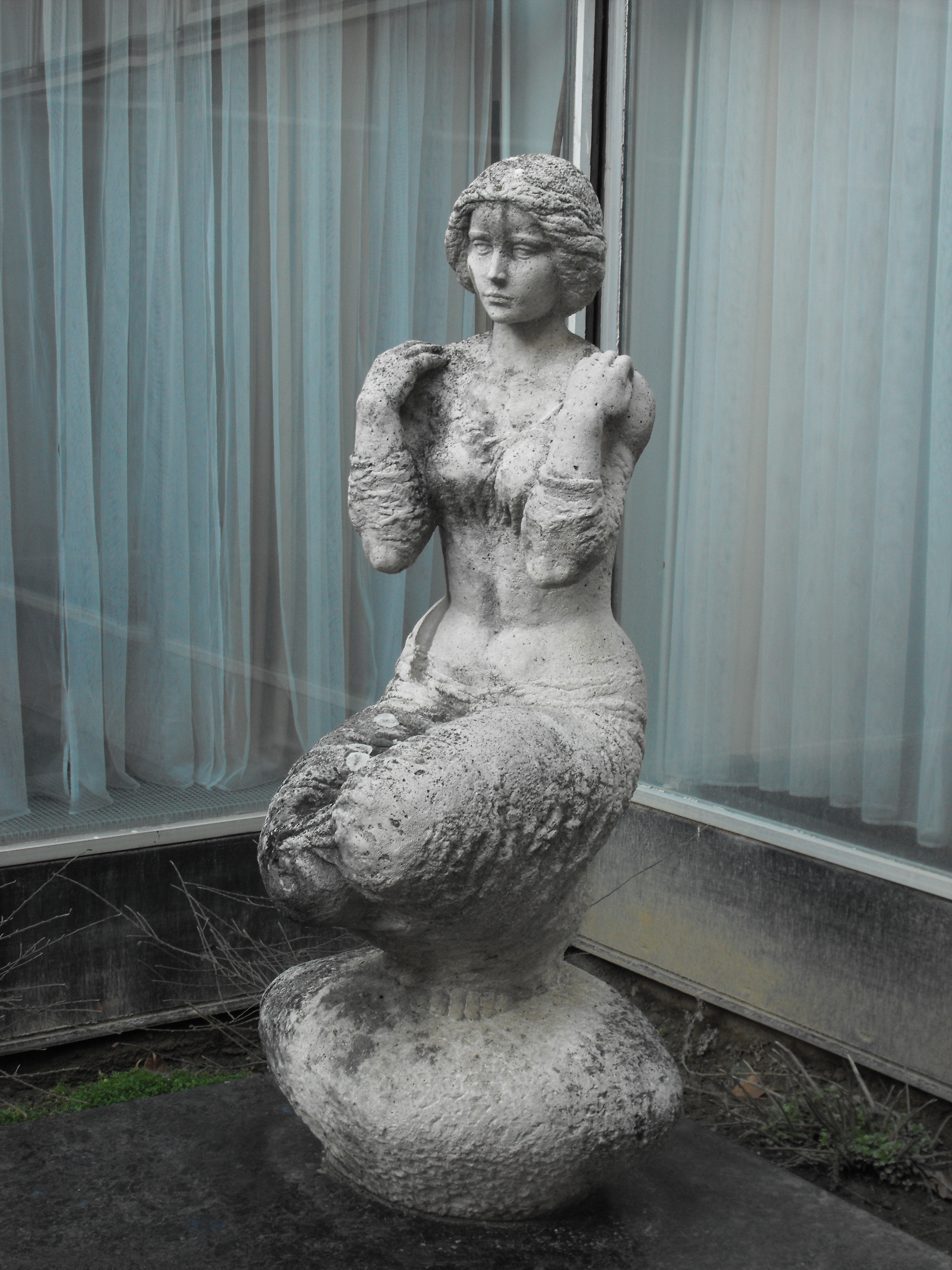
Kavicson ülő lány

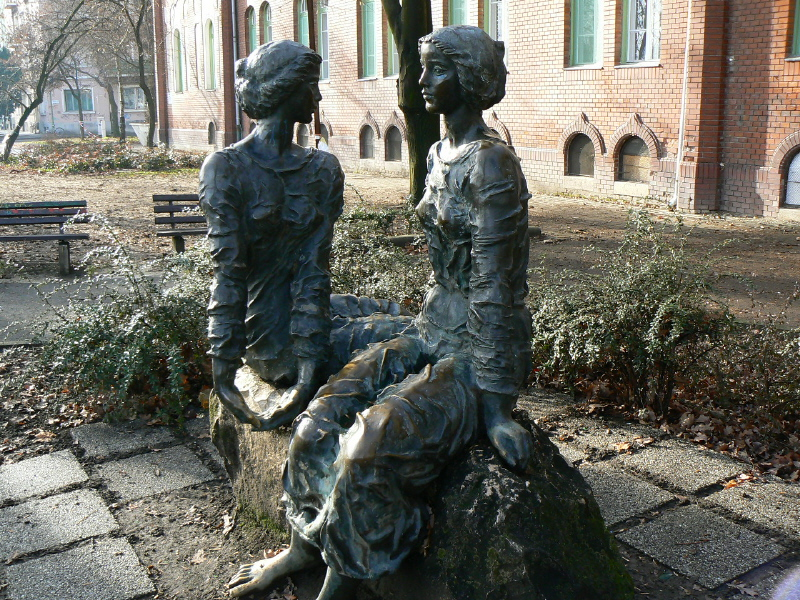
Leányok

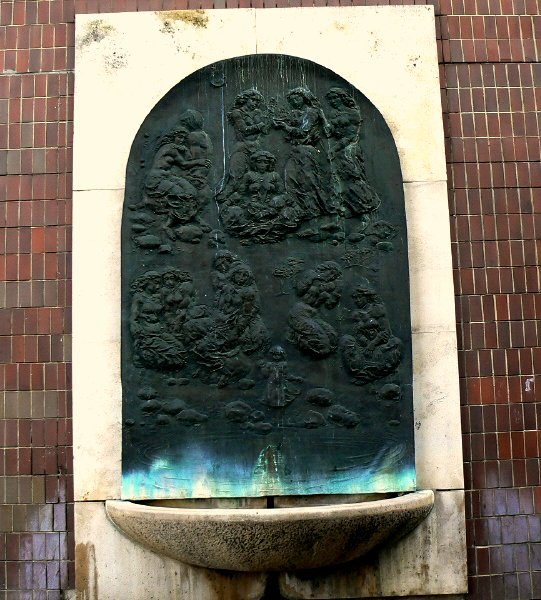
Az élet kútja

### Egyéni kiállítások (válogatás)
- 1973 Tisza-parti sétány, Szeged (Kligl Sándorral)
- 1976 Hatvani Galéria, Hatvan (Kligl Sándorral)
- 1977 Kisgaléria, Szentes (Kligl Sándorral), Pesterzsébeti Múzeum, Budapest (Kligl Sándorral), Stúdió Galéria, Budapest
- 1980 Móra Ferenc Múzeum, Szeged
- 1983 Csók Galéria, Budapest, (Kligl Sándorral)
- 1985 Dési Huber Terem, Veszprém (Kligl Sándorral)
- 1990 Budapest, Szeged, Nürnberg, Darmstadt
- 1991 Budapest, Nürnberg, Dorog, Gyöngyös, Hatvan, Székkutas, Zenta

### Csoportos kiállítások (válogatás)
- Turku (Finnország)
- Szabadka (Jugoszlávia)
- Szegedi Nyári Tárlatok
- Vásárhelyi Őszi Tárlatok

## Alkotásai

### Köztéri művei
- 1974 Kavicson ülő lány, mészkő, Makó, Városi Könyvtár
- 1974 Vak Bottyán, mészkő, Paks
- 1975 Anya gyermekkel, kő, Fábiánsebestyén
- 1976 Németh László, bronz, Hódmezővásárhely, Városi Könyvtár
- 1978 Anya gyermekével, kőszobor, Székkutas
- 1978 Kút gyerekkel, kő, Budapest, XVII., Pesti út
- 1981 Az Élet kútja, bronz dombormű, Szeged, Dóm tér
- 1981 Jegyespár, bronz, dombormű, Zákányszék, Házasságkötő Terem
- 1982 Dr. Mészáros József síremléke, bronz, Szeged, Belvárosi temető 19. parcella[4]
- 1982 Dombormű, bronz, Ópusztaszer, Nemzeti Történeti Emlékpark bejárati épülete
- 1983 Az ifjúság kútja, bronz, Szeged, Palánk
- 1984 Leányok, bronz, Szeged, Korányi fasor
- 1986 Vaszy Viktor, bronz mellszobor, Szeged, Nemzeti Színház[5]
- 1986 Szovjet hősi emlékmű,[6] mészkő, Zákányszék
- 1987 Olvasó lány, bronz, Ajka
- 1988 Hügieia, bronz dombormű, Szeged[7]
- 1990 Fortuna, bronz, Szentes
- 1991 Hild-kút, mészkő, bronz, Csongrád, Hild sétány

## Díjai, kitüntetései
- 1977 I. Országos Portrébiennále, Hatvan, Aranydiploma
- 1983 Munkácsy-díj
- 1986 Vásárhelyi Őszi Tárlat, a város díja; Szegedi Nyári Tárlat, a város díja
- 1987 SZOT-díj